# 穆多尔
穆多尔（Mudhol），是印度卡纳塔克邦Bagalkot县的一个城镇。总人口42443（2001年）。

## 人口
该地2001年总人口42443人，其中男性21536人，女性20907人；0—6岁人口6337人，其中男3358人，女2979人；识字率58.69%，其中男性为66.64%，女性为50.50%。